# Maria Grazia Rocchi
Maria Grazia Rocchi (Casciana Terme, 19 avril 1955) est une femme politique italienne.

## Biographie
En 2013, elle est élue député de la circonscription Toscane pour le Parti démocrate.